# Kaito Tsuchiya
Kaito Tsuchiya (土屋 櫂大, Tsuchiya Kaito), né le 12 mai 2006 à Yokohama au Japon, est un footballeur japonais qui évolue au poste de défenseur central au Kawasaki Frontale.

## Biographie

### En club
Né à Yokohama au Japon, Kaito Tsuchiya est formé par le Kawasaki Frontale. Il officie notamment comme capitaine avec l'équipe des moins de 18 ans du club. Avec celle-ci il atteint la finale du Championnat des jeunes des clubs qui a lieu le 31 juillet 2024 face à leurs homologues du Gamba Osaka. Son équipe est battue par trois buts à deux.
Le 2 août 2024, le Kawasaki Frontale annonce officiellement que Kaito Tsuchiya sera promu en équipe première à partir de l'année 2025.

### En sélection
Kaito Tsuchiya est convoqué avec l'équipe du Japon des moins de 17 ans pour participer au Championnat d'Asie des moins de 17 ans en 2023. Son équipe arrive en finale où elle s'impose contre la Corée du Sud.
Quelques mois plus tard, Tsuchiya est convoqué avec cette même sélection pour participer à la coupe du monde des moins de 17 ans en 2023.

## Palmarès

### En sélection
Japon -17 ans
- Championnat d'Asie
  - Vainqueur en 2023